# Beruška vodní
Beruška vodní (Asellus aquaticus) je běžný sladkovodní korýš stojatých i mírně tekoucích vod. Živí se detritem a rostlinnými zbytky, převážně spadaným listím. Její zadečkové články splývají v pleotelson. Dýchá pomocí žaberních nožek na zadečku. Je všežravá. Barva těla je zelenavě hnědá až šedá s jasnějšími skvrnami. Je odděleného pohlaví. Sameček dosahuje velikosti asi 13 mm, samička asi 8 mm.

## Popis
Samci berušek vodních dosahují délky těla 12 až 20 mm, o něco menší samice 8 až 15 mm. Živočichové jsou obvykle šedí až šedohnědí s roztroušenými bílými skvrnami. Typicky zbarvené jedince lze druhově určit podle kresby na hlavě: při pohledu shora je hlava šedá se dvěma velkými bílými skvrnami oddělenými širokým tmavším podélným pruhem. Netypicky zbarvené nebo velmi světle zbarvené jedince (často v podzemních vodách) lze od ostatních evropských stejnonožců rodu Proasellus odlišit podle druhově typického tvaru druhých pleopodů, vnitřní čepele maxiluly a kruhových, překrývajících se druhých pleopodů samic.
Tělo berušky vodní je dorzoventrálně (shora dolů) zploštělé a oválné, asi 2,8krát delší než široké. Hlava je o něco více než dvakrát širší než dlouhá a má dvě malé tmavé složené oči, které se skládají pouze ze tří až čtyř ommatidií. Při pohledu shora jsou rozeznatelné tři části těla (tagmata): za hlavovou částí následuje sedm samostatných segmentů trupové části (pereon), na které navazuje pleotelson (z pleonu a telsonu) srostlý v jednolitou zaoblenou obdélníkovou destičku. Na hlavě jsou dva páry tykadel (jak je pro korýše typické), z nichž první je asi třetinový a druhý téměř stejně dlouhý jako tělo.
Při pohledu zespodu je patrné, že pár končetin prvního článku trupu je připojen k hlavě jako maxiliped a neslouží k pohybu, ale k přijímání potravy. Sedm párů kráčivých nohou (pereopodů) je dlouhých a jejich délka se směrem zepředu dozadu zvětšuje. První pereopod je konstruován jako „klepeto“, kde se pohyblivý koncový „prst“ (daktyl) může svírat zpět k nepohyblivému článku (propodus), podobně je pohyblivou částí klepeta dactylopodit a nepohyblivou protopodit. Ostatní páry nohou mají na konci silný dráp (drápovitý dactylus).
Pohlaví lze rozlišit podle tvaru končetin pleonu, pleopodů. Pleopody samců jsou jediným orgánem, který umožňuje s jistotou určit druh. U obou pohlaví je exopodit třetího pleopodu zvětšený a tvoří velké operkulum, které chrání žábry. Před ním jsou u samce dva malé pleopody, u samice pouze jeden pár (zde se první ztratily). U druhého pleopodu je poslední článek exopoditu široce zaoblený a kratší než endopodit, který má na vnitřním okraji výrazný výstupek. Tvar pleopodů lze rozpoznat pouze se silnou lupou nebo pod steromikroskopem. Na konci těla vyčnívají daleko dozadu dvě dvouramenné rozdvojené končetiny – uropody (dosahují téměř třetiny délky těla).

## Rozmnožování
Samice kladou až 100 vajíček, která jsou přenášena ve snůškovém vaku (marsupiu). Mladé berušky se vylíhnou po 3 až 6 týdnech a jsou již podobné dospělcům. 

## Výskyt
Berušky vodní žijí ve stojatých i tekoucích vodách, přičemž osidlují všechny typy tekoucích vod, od potoků (rhitral) až po velké řeky (potamal). Při svém rozlehlém rozšíření jsou tedy lhostejní k proudům, ale jako mikrohabitaty v tekoucích vodách zjevně preferují klidné zátoky nebo oblasti s pomalým prouděním. Upřednostňují nížinné vody, kde žijí mezi vodními rostlinami nebo na organickém detritu či mrtvém dřevě, vzácněji také na bahnitém či písčitém dně. Kolonizují jak studené, tak teplé vody (rozdíl teplot), ale zjevně se vyhýbají okyseleným vodám s nízkou hodnotou pH. Mohou žít i v brakických vodách s mírnou salinitou. Živí se rozkládajícími se zbytky rostlin a také seškrabávají organické povlaky (perifyton nebo biofilm) řas a bakterií z kamenů a jiných tvrdých substrátů Mohou po určitou dobu přežívat při velmi nízké koncentraci kyslíku nebo dokonce v anaerobních podmínkách, pokud je voda silně ochuzena o kyslík. S hodnotou saprobního indexu 2,8 je beruška vodní klíčovým organismem pro silně znečištěné vody III. třídy jakosti. Pokud jejich stanoviště vyschne, zahrabávají se do bahna. Berušky vodní se vyskytují po celý rok, dokonce i na dně zamrzlých vod.

### Chování
Berušky se pohybují rychlým lezením, ale mohou také plavat v reakci na silné mechanické podněty. Žijí na dně nebo šplhají po vodních rostlinách. Živočichové se zdají být pomalí, ale v nebezpečí mohou být velmi hbití. Dokážou odolávat silným proudům a migrovat proti směru proudu. Ve vodách s rychlostí proudu větší než 5 cm za sekundu se trvale neusazují, ale je to především proto, že proudové podmínky zde neumožňují dostatečné ukládání odumřelých částí rostlin jako zdroje potravy.
Stejně jako ostatní makrozoobentos často slouží v potravním řetězci větším rybám jako potrava. Přitom mohou berušky na ryby přenášet onemocnění akantocefalózu, pokud jsou samy hostitely vrtejšů (Acanthocephala).

### Vodovody
Berušky vodní patří mezi živočichy, kteří mohou kolonizovat vodovodní síť, a to zejména v oblastech, kde je povrchová voda bohatá na živiny slouží jako zdroj pitné vody. Živí se vyplavovaným organickým materiálem a rozkládají biofilmy, které se mohou tvořit na stěnách potrubí. Zvýšený počet berušek je proto indikátorem zvýšeného znečištění vody. Samotné berušky nepředstavují zdravotní riziko; zejména nepřenášejí koliformní bakterie do potrubní sítě. Při zavádění protiopatření je třeba dbát na to, aby se bakterie, houby a prvoci v biofilmech po vyplavení berušek nemnožili rychleji než předtím. Kromě samotných berušek jsou do pitné vody vyplavovány jejich výkaly. Potírání se provádí proplachováním potrubí, ačkoli obvykle není možné spláchnout všechny jedince, protože se při zvýšení průtoku stahují do úkrytů. Berušky jsou problémem zejména v sítích pitné vody v severním Německu. Stejnonožci rodu Proasellus, zejména Proasellus cavaticus, kteří se místo toho stále častěji vyskytují v jižním Německu, jsou mnohem méně problematičtí, protože jsou to typičtí živočichové podzemních vod s mnohem nižší mírou rozmnožování a nemohou vytvářet početnější populace.

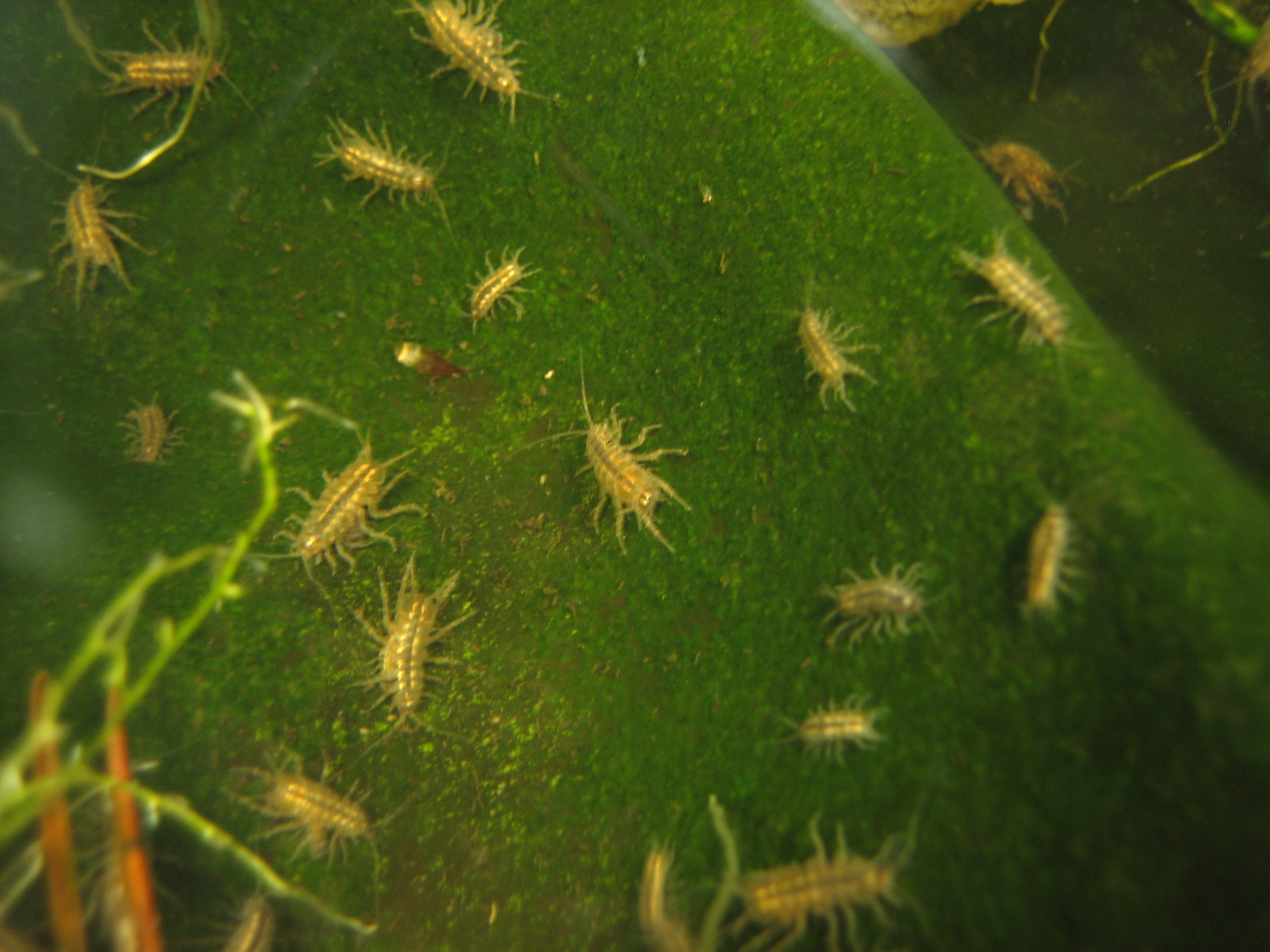
Berušky vodní

## Taxonomie a systematika
Druh byl poprvé popsán Linnéem jako Oniscus aquaticus, původní popis „Oniscus cauda rotundata, stilis bifurcis“ je nejasný a mohl by se vztahovat na jakýkoli vodní druh stejnonožce. Vzhledem k areálu rozšíření (předpokládá se, že Linnéův popis se týkal živočichů ze Švédska) a novému popisu Emila Racoviță z roku 1919 bylo jméno obecně používáno pro označení tohoto druhu. Protože typový materiál obou badatelů byl ztracen a četné formy a morfy byly popsány jinými badateli, byl v roce 2009 určen neotyp a druh byl nově popsán.
Zatímco formy žijící v povrchových vodách jednoznačně patří k tomuto druhu, z jeskynních vod v dinárském Krasu byly popsány četné formy žijící v jeskyních (troglobionti) nebo v podzemních vodách (stygobionti) s poněkud odlišnou morfologií, u nichž jsou pigmentace a v některých případech i oči regresivní, včetně poddruhů Asellus aquaticus cavernicolus Racovitza, 1925 a Asellus aquaticus cyclobranchialis Sket, 1965. Vzhledem k tomu, že podzemní formy druhu byly různými autory zpracovávány podle odlišných systematik a morfologicky a geneticky vymezené jednotky si neodpovídají, je určení druhu a počet poddruhů v současné době nejasný.
V roce 2009 byl nově popsán další troglobiont z hraniční řeky Reka/Timavo, který byl dříve zařazen do druhu jako nový druh Asellus kosswigi. Populace tohoto vodního stejnonožce jsou známy i z jiných oblastí, včetně střední Evropy, žijí v podzemních nebo jeskynních vodách, a jsou obvykle morfologicky neodlišitelné od populací vod povrchových. 
Rod Asellus je rozšířen s téměř 20 druhy především ve východní Asii a Japonsku, včetně mnoha druhů žijících v podzemních vodách. Beruška vodní je jediným druhem rodu, který žije v povrchových vodách v Evropě a západní Palearktidě. 